# Abutilon
Abutilon (IPA: aˈbuːtilɔn, anhörenⓘ; oft wird für einige Arten der deutschsprachige Trivialname Schönmalve verwendet) ist eine Pflanzengattung innerhalb der Familie der Malvengewächse (Malvaceae). Die 150 bis 200 Arten gedeihen hauptsächlich in den Tropen bis Subtropen fast weltweit. Von einigen Arten werden zahlreiche Sorten als Zierpflanzen verwendet.

## Beschreibung

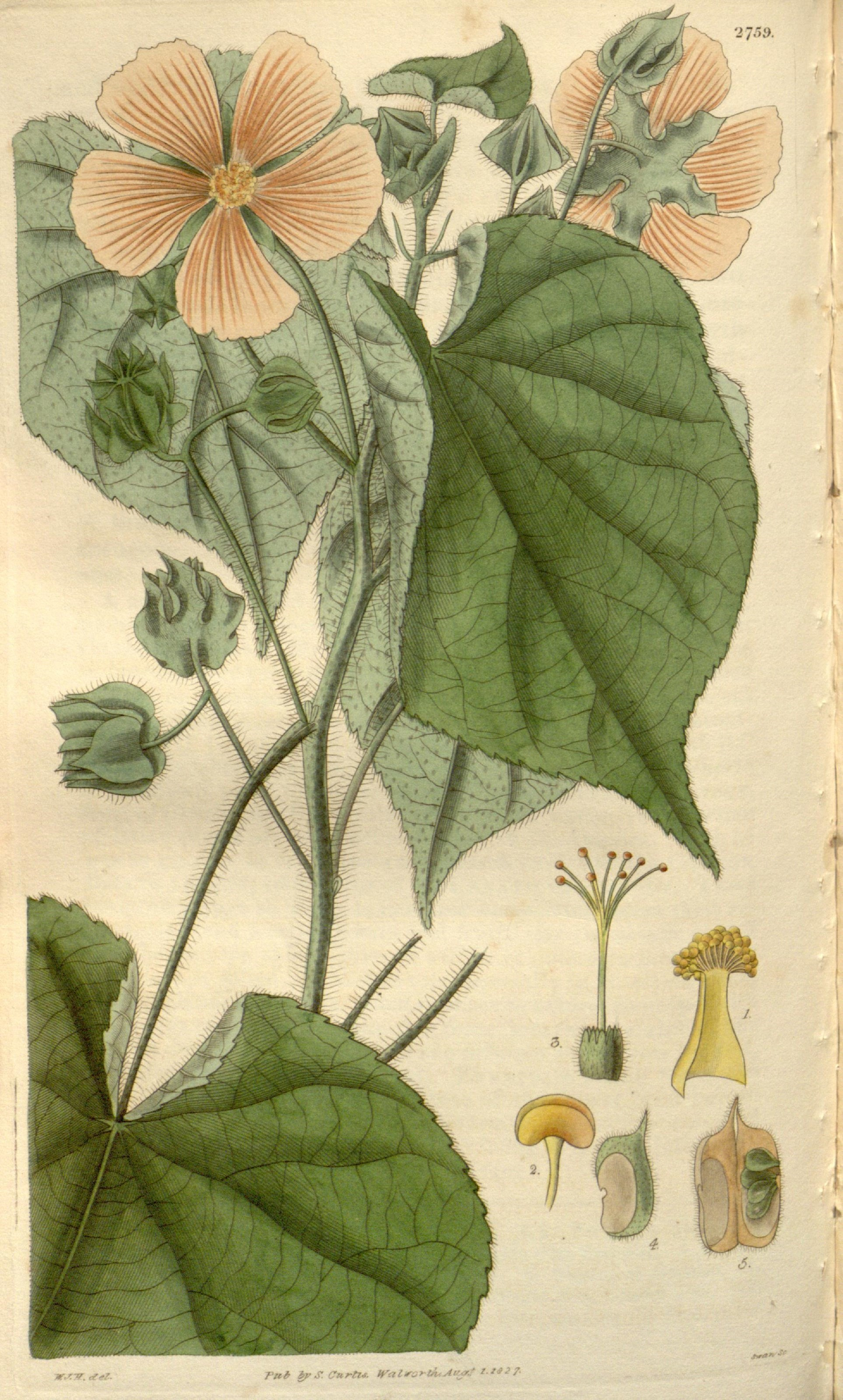
Illustration aus Curtis's botanical magazine, Tafel 2759 der Großblättrigen Schönmalve (Abutilon grandifolium)

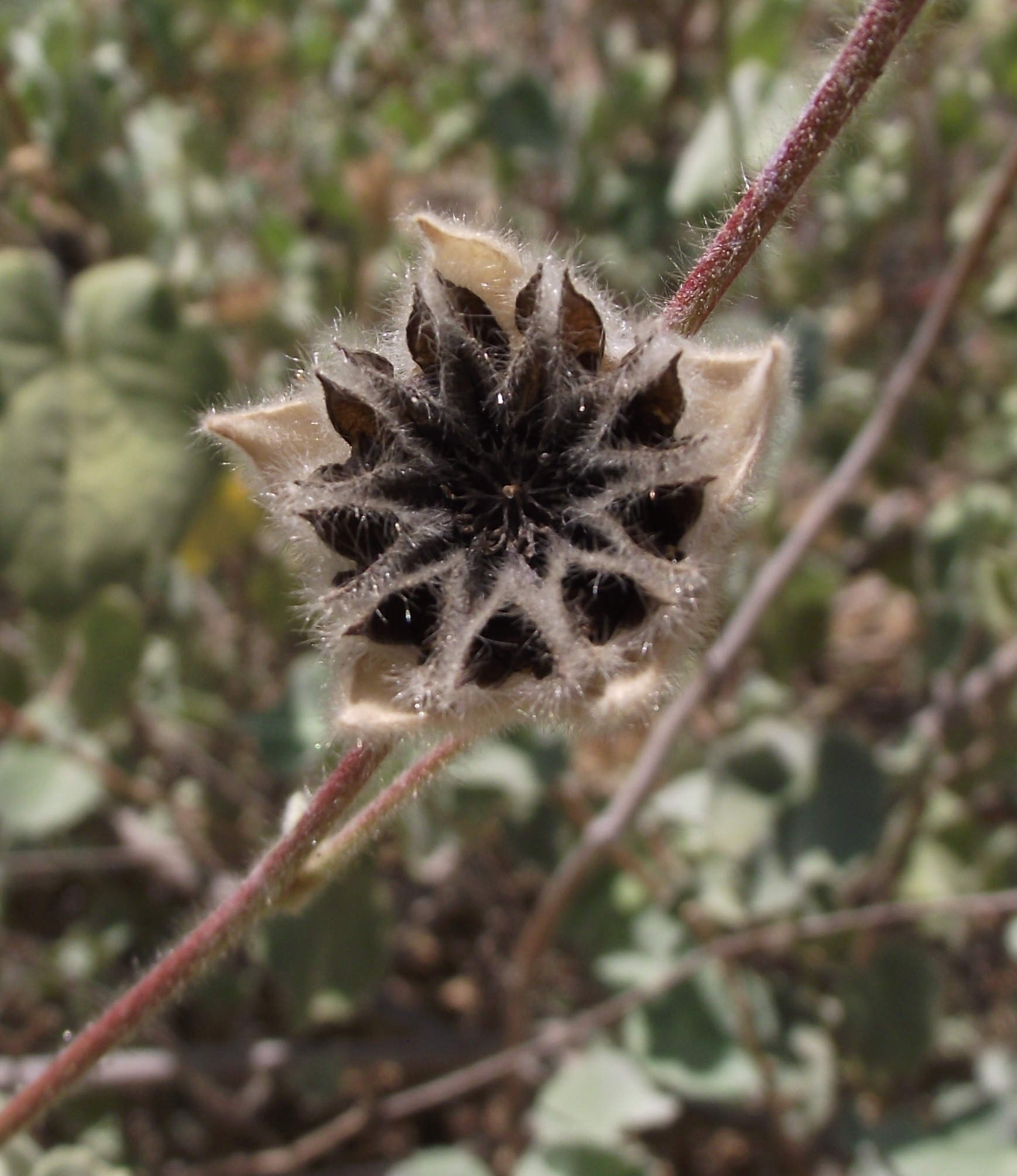
Auch unterhalb von reifen Früchten sind oft noch die haltbaren Kelchblätter vorhanden, hier bei Abutilon palmeri

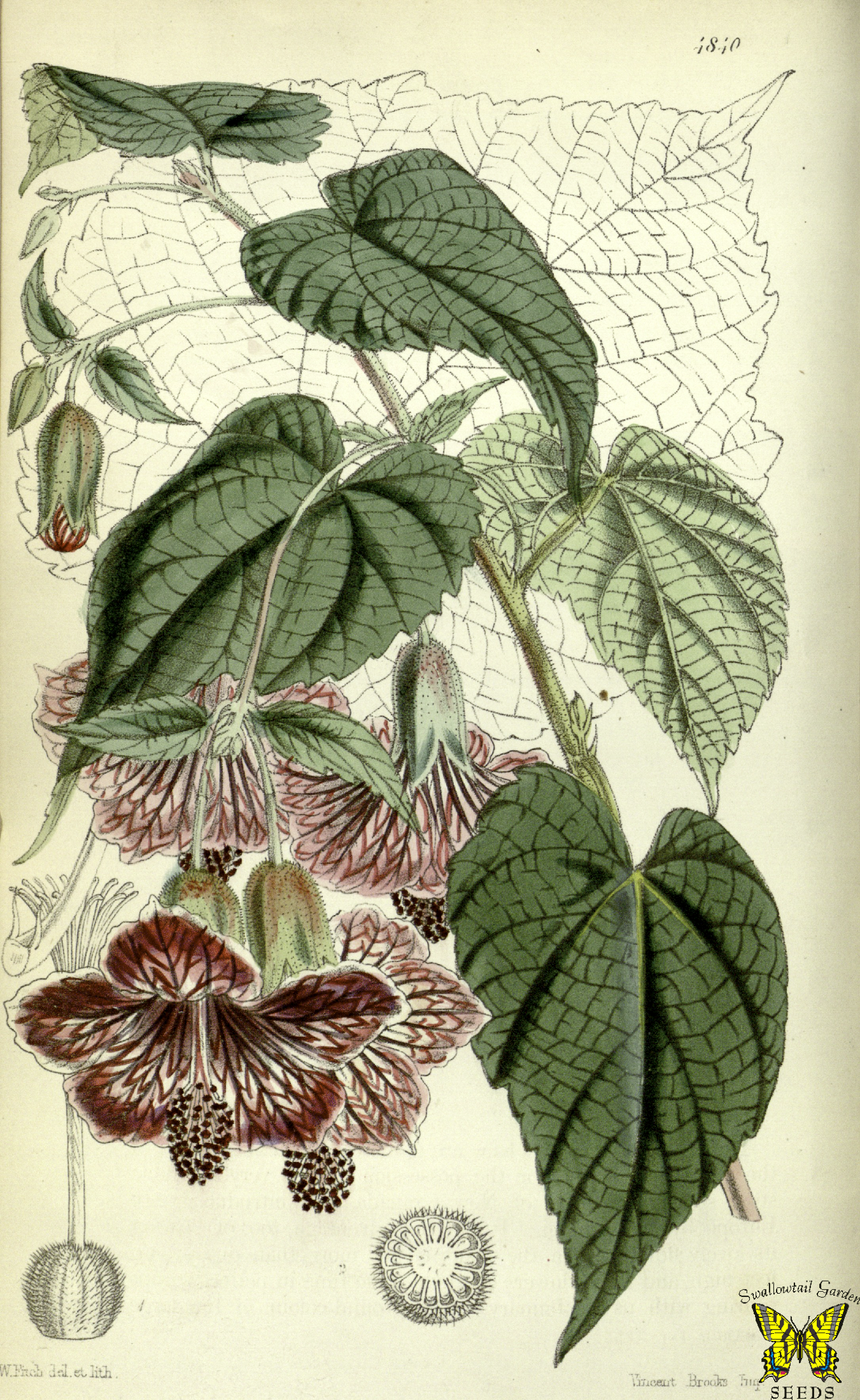
Illustration von Abutilon insigne

### Vegetative Merkmale
Abutilon-Arten sind meist verholzende Pflanzen: Halbsträucher, Sträucher oder selten kleine Bäume, es gibt auch ausdauernde krautige Pflanzen. Die meisten Arten stammen aus Südamerika und sind immergrün; einige Arten sind in den kühleren Gebirgswäldern Chiles beheimatet und sind laubabwerfend. Die vegetativen oberirdischen Pflanzenteile sind mit Sternhaaren behaart, manchmal sind zusätzliche einfache Haare vorhanden (Indument). Die Rinde ist flaumig behaart oder verkahlend, manchmal klebrig.
Die wechselständig angeordneten Laubblätter sind in Blattstiel und Blattspreite gegliedert. Die Blattspreite ist einfach und elliptisch, ei- oder herzförmig, gezähnt, selten etwas gelappt und fiedernervig mit herzförmiger Basis. Die Blattränder sind gekerbt bis gesägt. Die meist haltbaren, manchmal früh abfallenden Nebenblätter sind pfriemlich, lanzettlich oder fadenförmig.

### Generative Merkmale
Die meist gestielten Blüten sind einzeln oder in Paaren in den Blattachseln oder zu wenigen in traubigen oder rispigen Blütenständen angeordnet. Es ist kein Nebenkelch vorhanden.
Die zwittrigen Blüten sind radiärsymmetrisch und fünfzählig mit doppelter Blütenhülle. Die fünf grünen, oft haltbaren Kelchblätter sind glockenförmig verwachsen. Die fünf Kelchlappen sind nicht gerippt, lanzettlich, ei- oder herzförmig und manchmal zugespitzt. Die fünf meist gelben bis orangefarbenen, seltener rosafarbenen oder roten, manchmal dunkler im Zentrum Kronblätter sind an ihrer Basis verwachsen und bilden meist eine Glocke, selten ein Röhre (Abutilon pictum). Bei ihnen haben die herabhängenden Blüten einen aufgeblasenen Blütenkelch über einer Glocke aus fünf überlappenden Kronblättern. Bei der Unterfamilie Malvoideae sind die vielen Staubblätter zu einer den Stempel umgebenden Röhre verwachsen, der sogenannten Columna, aber der obere Bereich der Staubfäden ist frei. Die Staubblattröhre kann die Blütenkrone überragen oder nicht. Es sind fünf bis viele Fruchtblätter sind zu einem fünf- bis vielfächerigen Fruchtknoten verwachsen. Je Fruchtblatt sind zwei bis neun (meist drei) Samenanlagen vorhanden. Es sind fünf bis viele (gleich viele wie Fruchtblätter) fandenförmig-keulige Griffeläste vorhanden. Die fünf bis vielen Narben sind kopfig und manchmal schwarz.
Die Frucht wird nicht vollständig vom haltbaren Kelch eingehüllt. Die aufrechten, bei Reife oft schwärzlichen Spaltfrüchte sind fast kugelig bis halbkugelförmig, ei- oder fassförmig oder zylindrisch und zerfallen meist in fünf bis viele Teilfrüchte, die ein ledriges Perikarp besitzen. Jede Teilfrucht enthält drei bis sechs Samen. Die mehr oder weniger nierenförmigen Samen sind kahl oder leicht flaumig behaart.

### Chromosomensätze
Die Chromosomengrundzahlen betragen x = 7 oder 8.

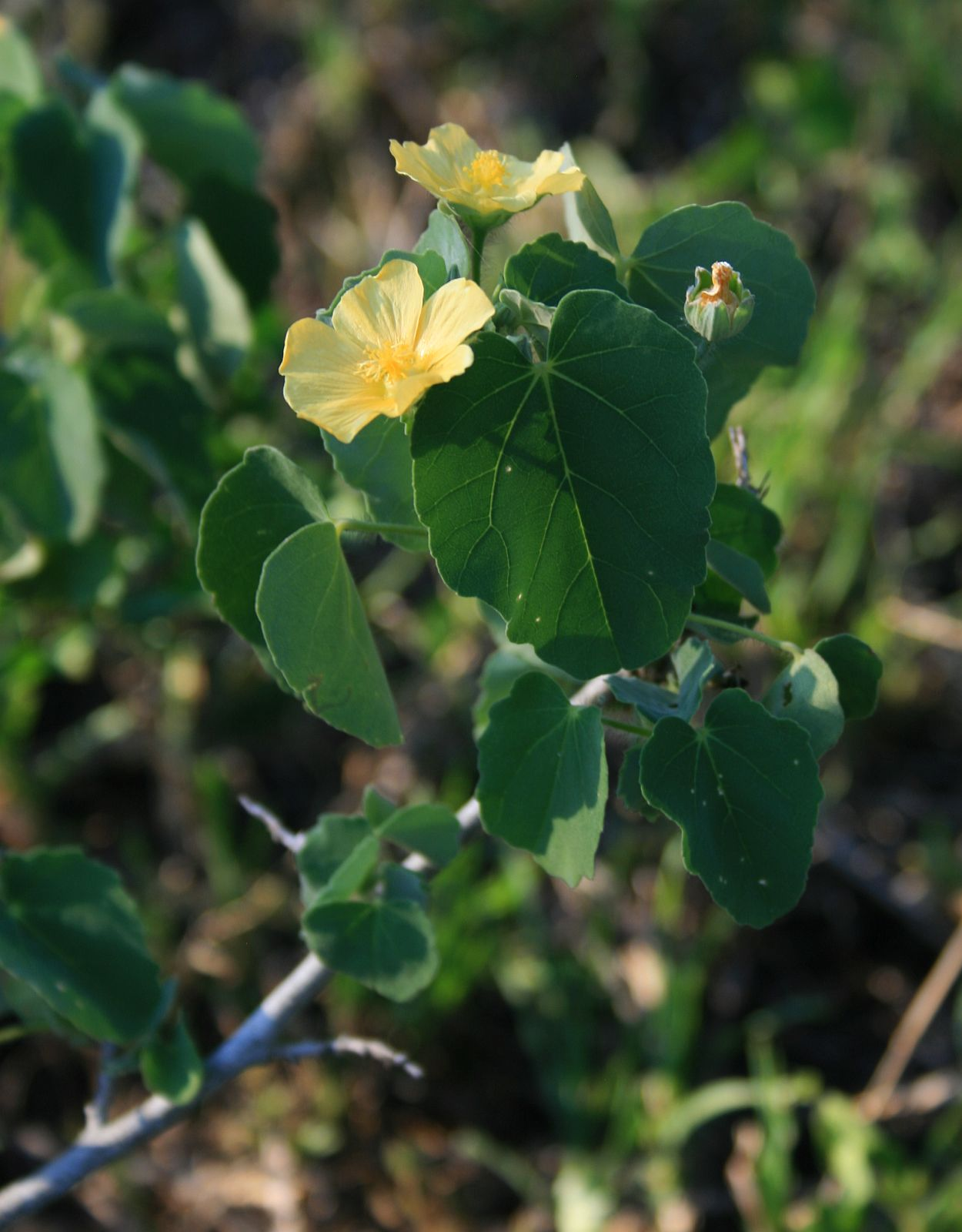
Abutilon austroafricanum

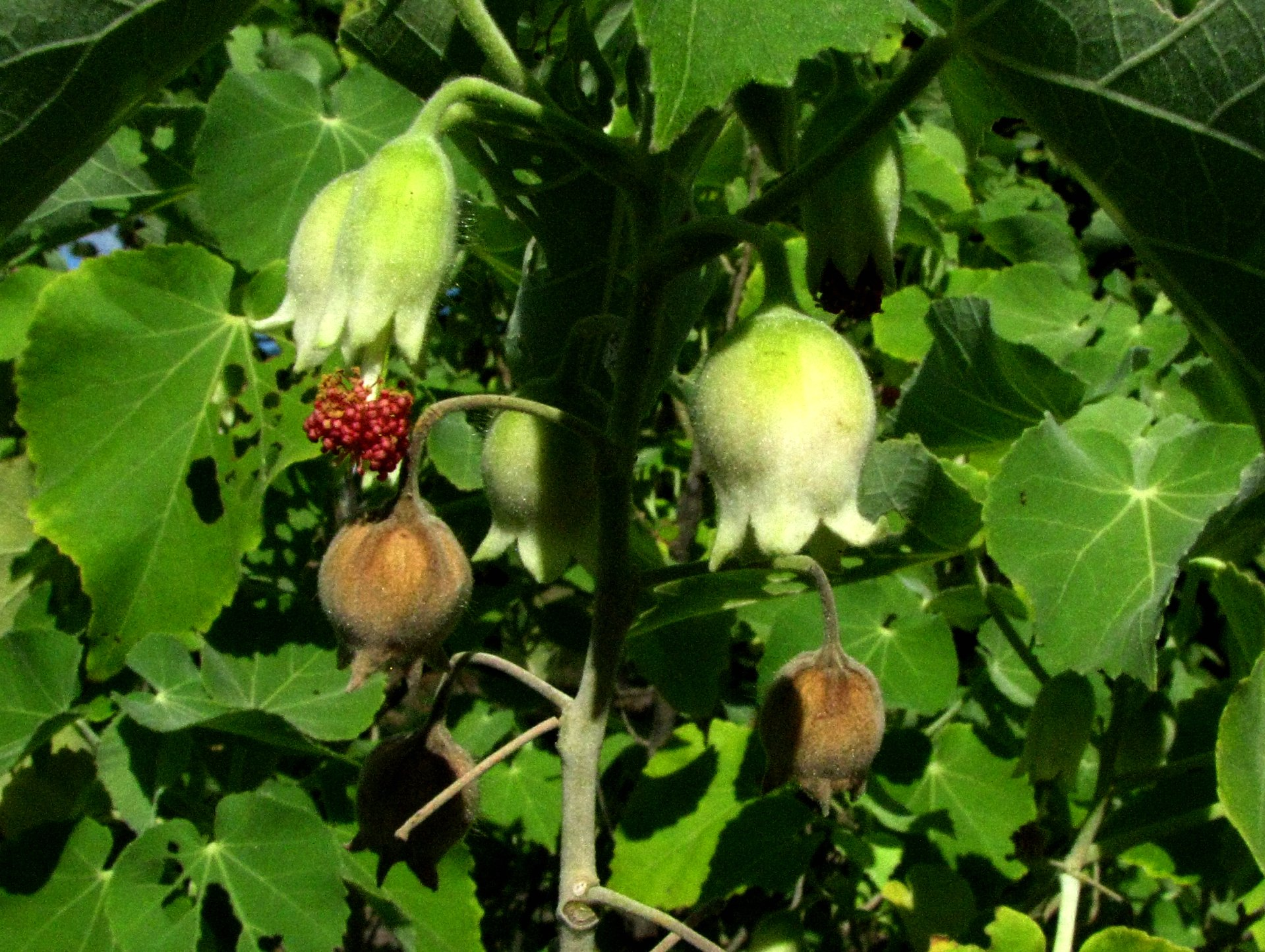
Abutilon eremitopetalum

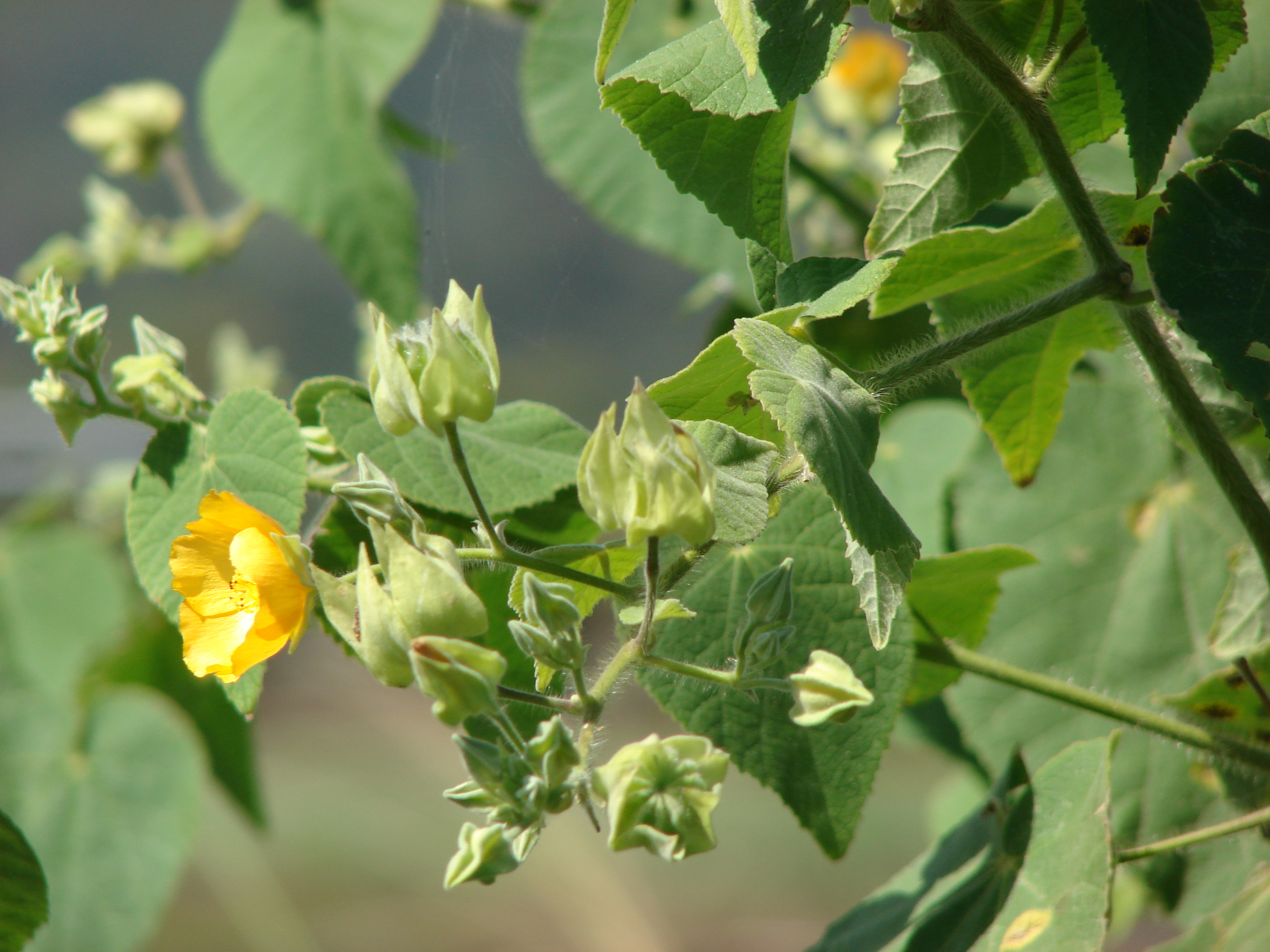
Großblättrige Schönmalve (Abutilon grandifolium)

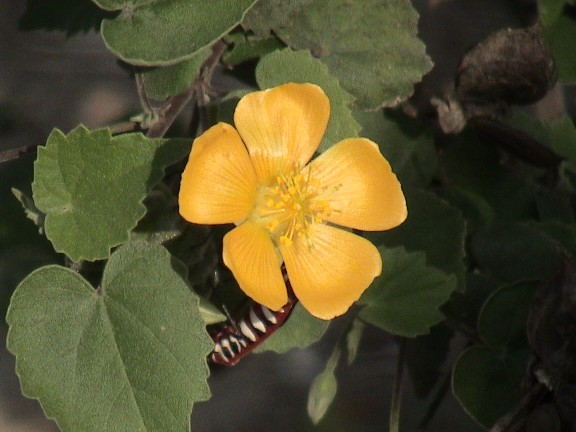
Laubblätter und Blüte von Abutilon indicum

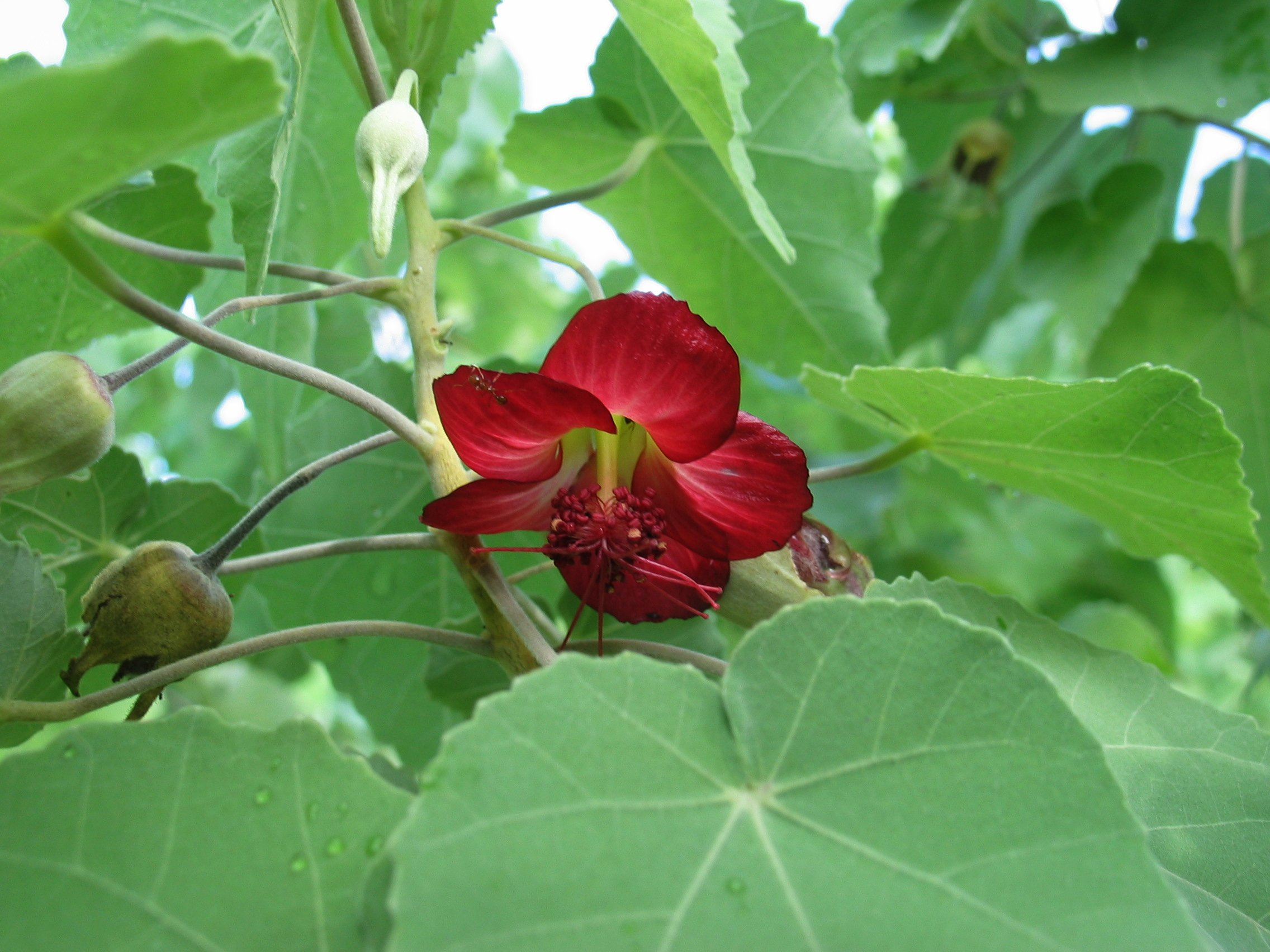
Laubblätter und Blüte von Abutilon menziesii

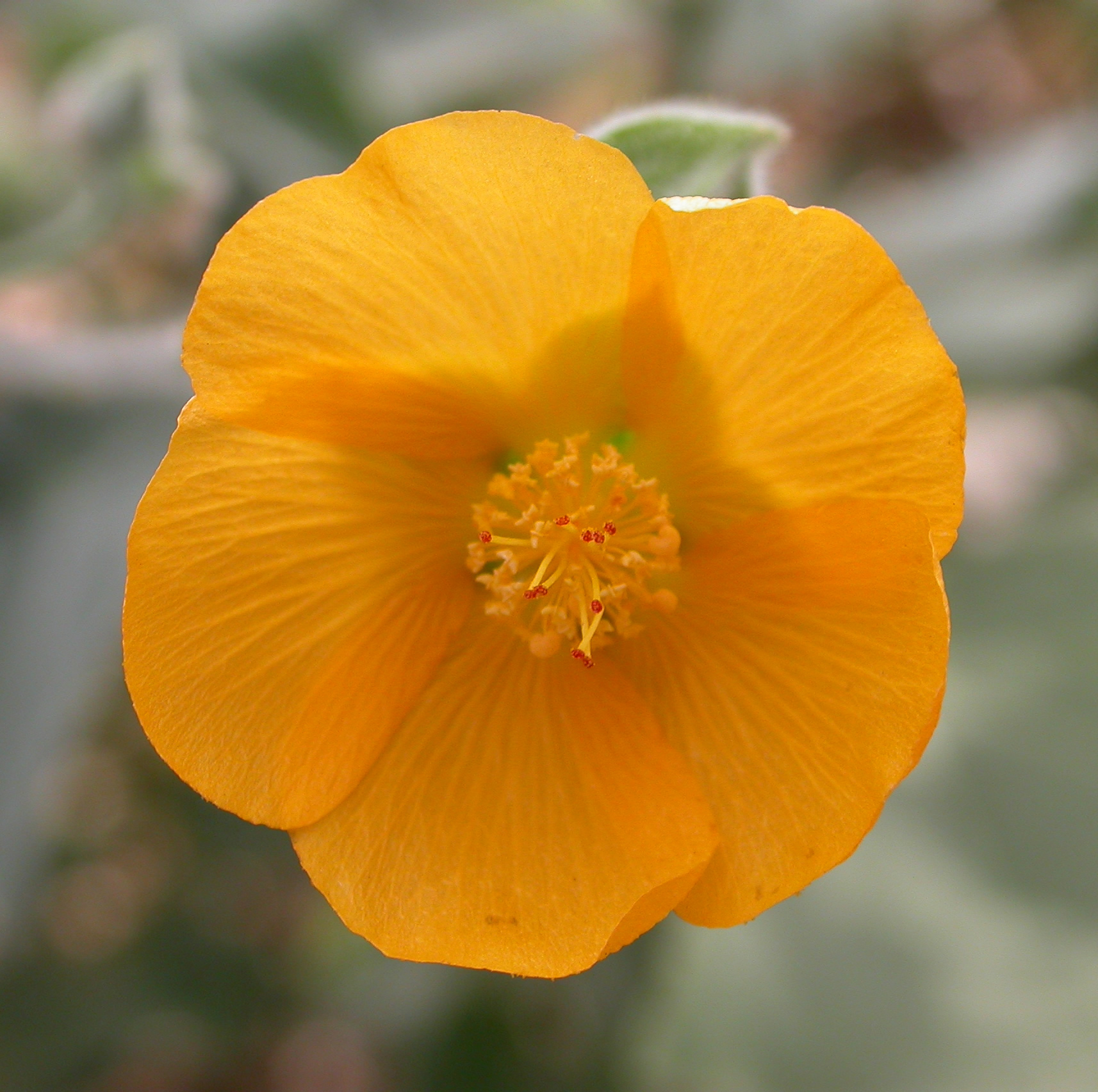
Blüte im Detail von Abutilon palmeri

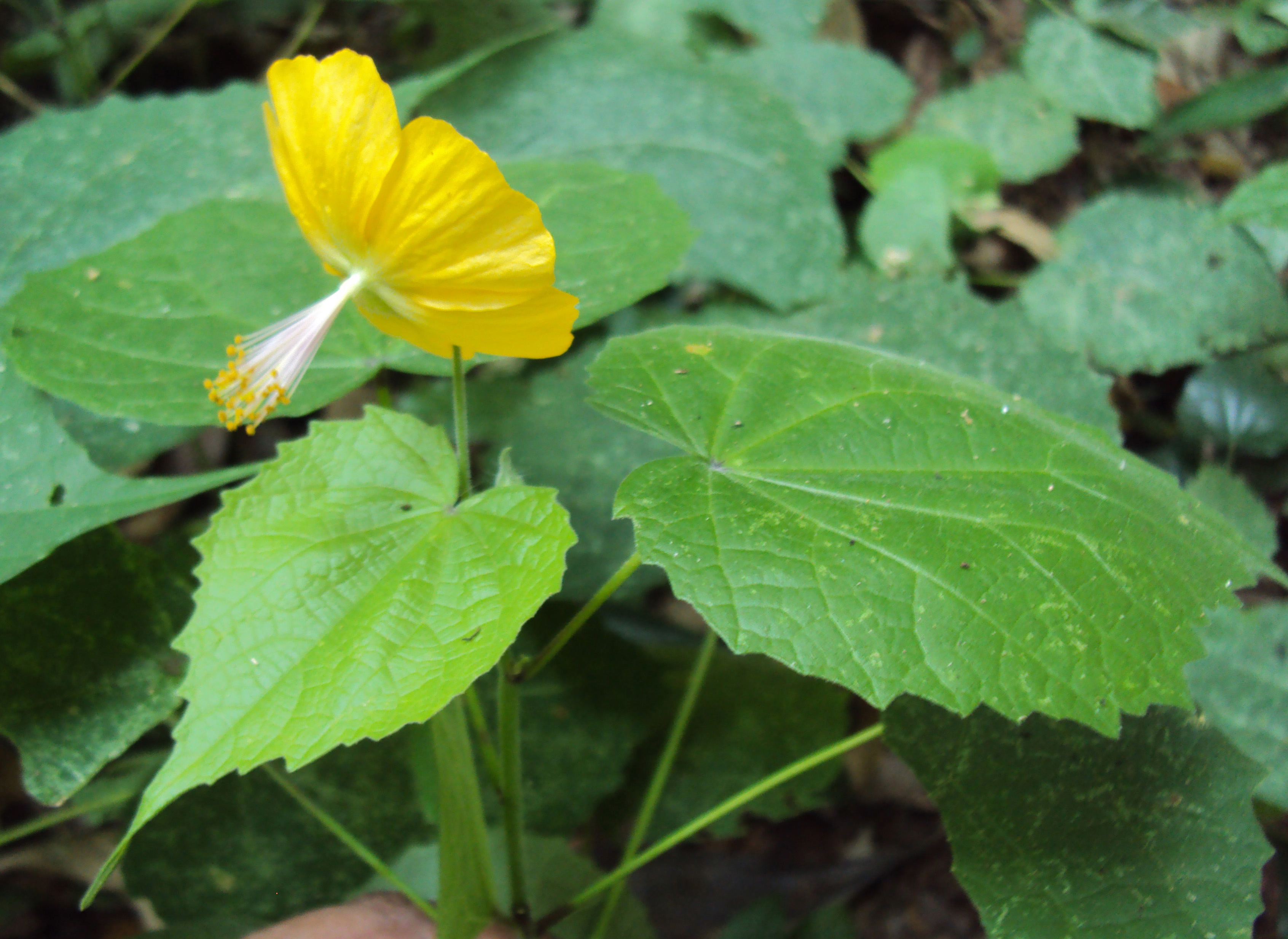
Laubblätter und Blüte von Abutilon persicum

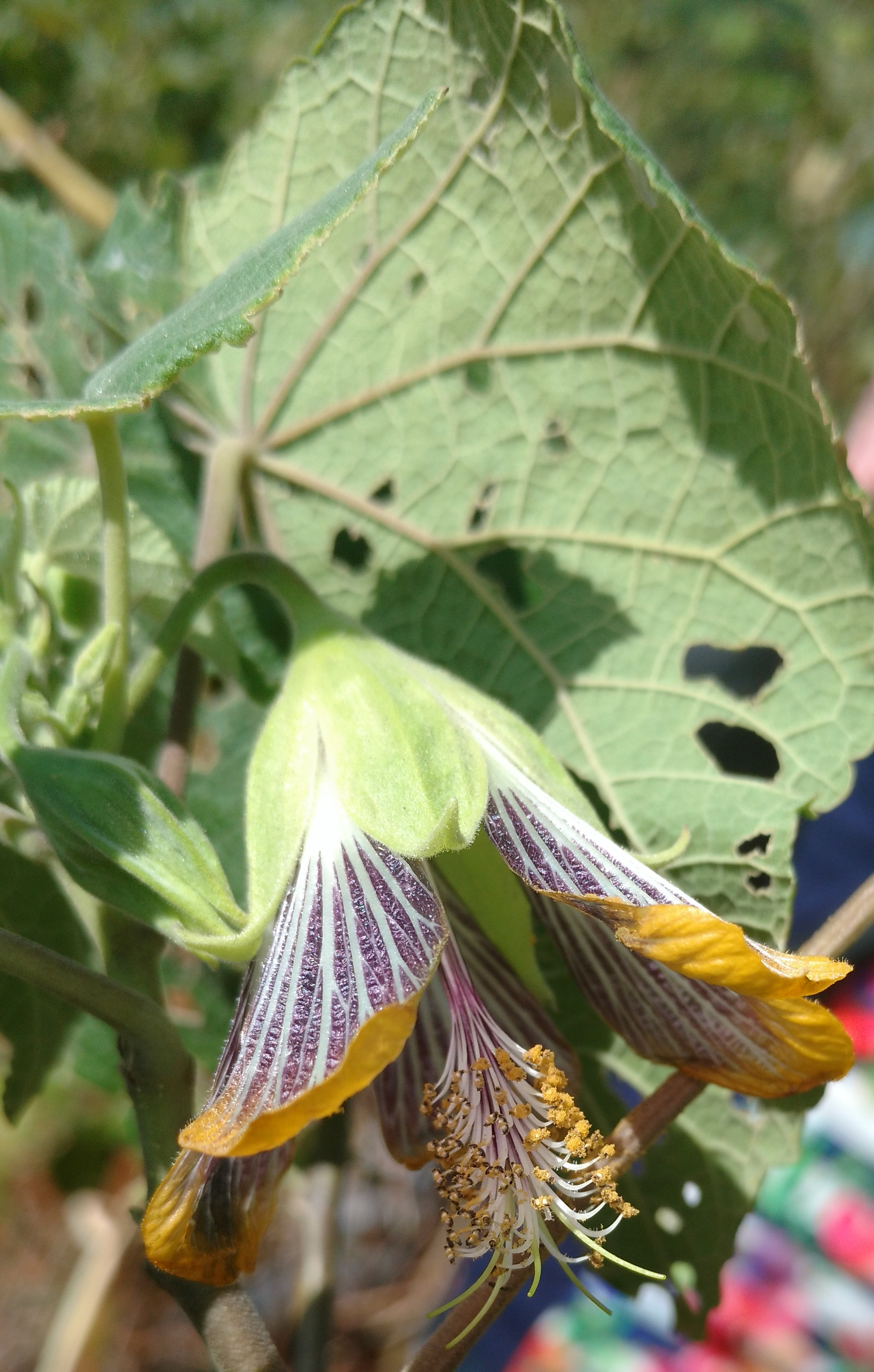
Blüte von Abutilon ranadei

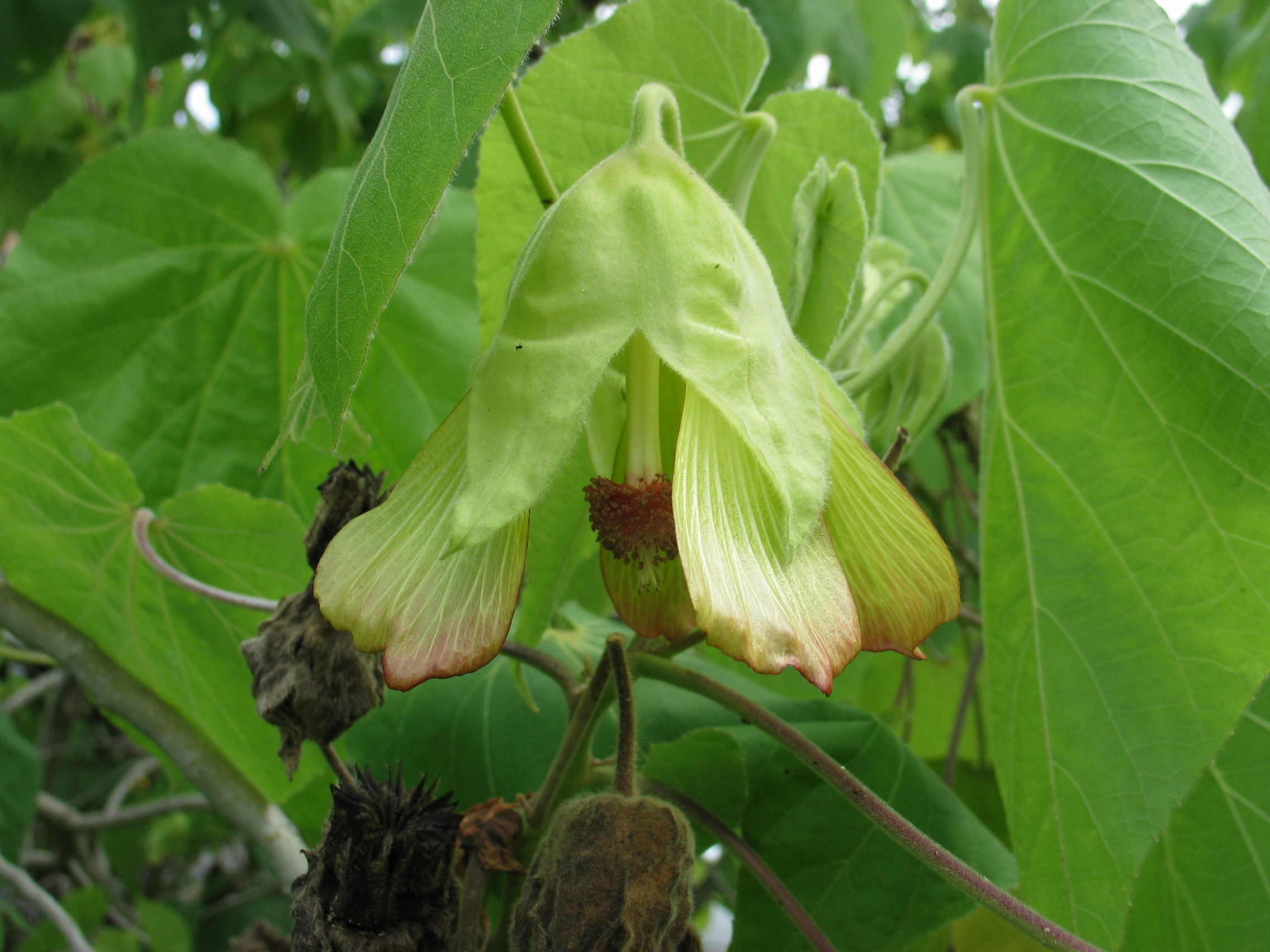
Abutilon sandwicense

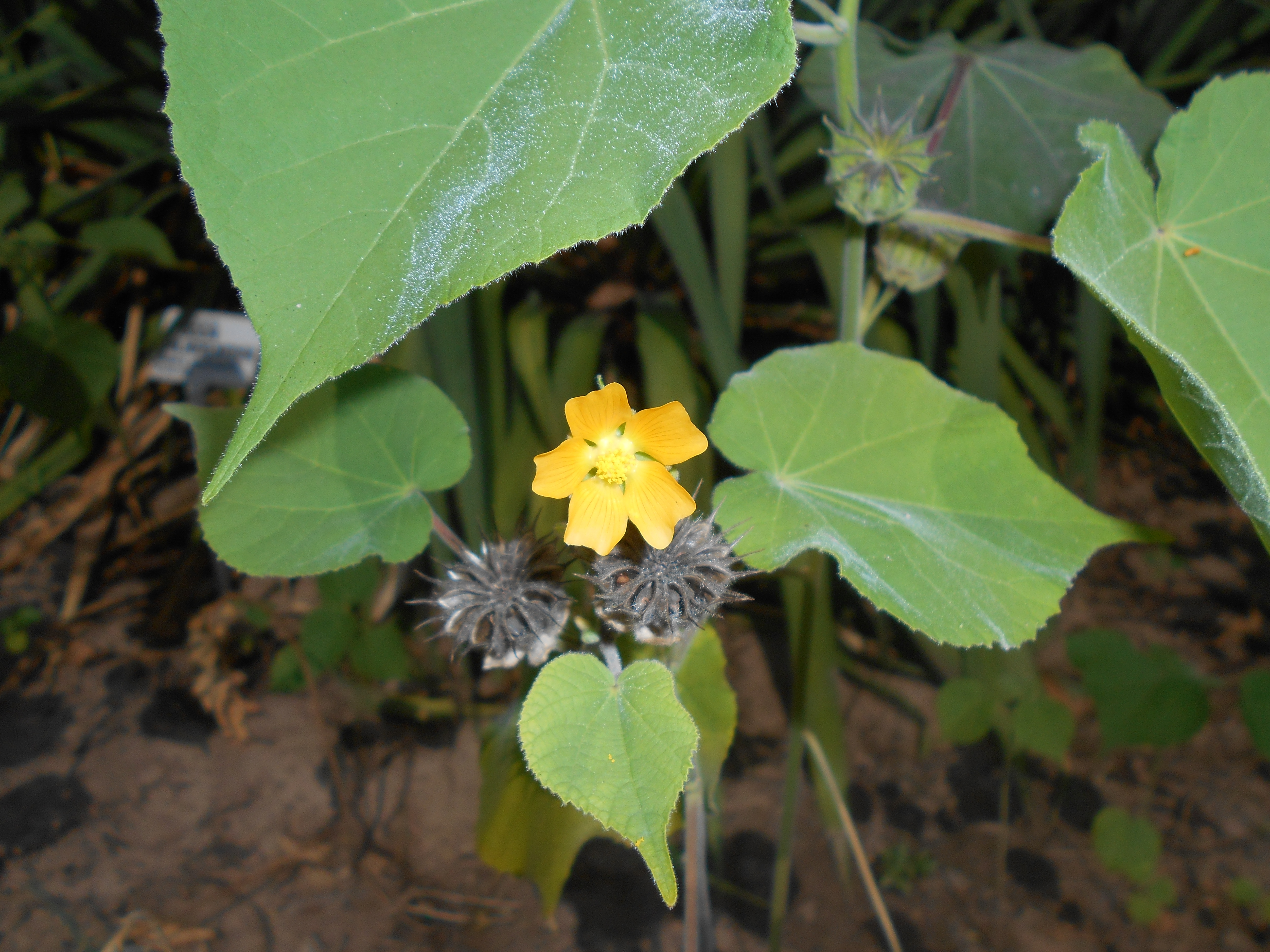
Samtpappel (Abutilon theophrasti)

## Systematik und Verbreitung
Der Gattungsname Abutilon wurde 1754 durch Philip Miller in Gardener’s Dictionary … Abr., 4. Auflage erstveröffentlicht. Typusart ist Abutilon theophrasti Medik. Ein Synonym für Abutilon Mill. ist Abortopetalum O.Deg.
Die Gattung Abutilon gehört zur Tribus Malveae in der Unterfamilie Malvoideae innerhalb der Familie der Malvaceae.
Die Gattung Abutilon umfasst 150 bis 200 Arten (Auswahl):
- Abutilon abutiloides (Jacq.) Garcke ex Hochr.[7] (Syn.: Abutilon americanum (L.) Sweet, Abutilon lignosum (Cav.) D.Don): Sie kommt in Arizona, Texas, Mexiko, auf den Bahamas, in Kuba, auf Hispaniola, Jamaika und Puerto Rico vor.[6]
- Abutilon affine (Spreng.) G.Don[7]
- Abutilon alii Abedin (Syn.: Abutilon lanatum Miq.): Sie kommt nur im südlichen Pakistan vor.[4]
- Abutilon andrieuxii Hemsl.[7]
- Abutilon angulatum (Guill. & Perr.) Mast. (Syn.: Abutilon intermedium Hochst. ex Garcke): Die zwei Varietäten kommen nur in Madagaskar vor.[8]
- Abutilon anodoides A.St.-Hil. & Naudin[7]
- Abutilon appendiculatum K.Schum.[7]
- Abutilon arequipense Ulbr.[7]
- Abutilon auritum (Wall. ex Link) Sweet[7]
- Abutilon bastardioides Baker f. ex Rose[7]
- Abutilon berlandieri A.Gray ex S.Watson[7]
- Abutilon bidentatum A.Rich.: Sie kommt in Ägypten, im tropischen Afrika, auf der Arabischen Halbinsel, im Iran, in Indien und in Pakistan[4] vor.[6]
- Abutilon bracteosum Fryxell[7]
- Abutilon buchii Urb.:[7] Sie kommt nur auf Hispaniola vor.[6]
- Abutilon burandtii Fryxell[7]
- Abutilon californicum Benth.[7]
- Abutilon carinatum Krapov.[7]
- Abutilon coahuilae Kearney[7]
- Abutilon cuspidatum Pittier[7]
- Abutilon dispermum (Hochr.) Fryxell[7]
- Abutilon divaricatum Turcz.[7]
- Abutilon dugesii S.Watson[7]
- Abutilon esculentum A.St.-Hil.[7]
- Abutilon figarianum Webb: Sie kommt im tropischen Afrika und an der Küste Pakistans vor.[4]
- Abutilon fruticosum Guill. & Perr.[7]: Sie kommt in Afrika, auf der Arabischen Halbinsel, in Indien, Pakistan,[4] in den Vereinigten Staaten und im nördlichen Mexiko vor.[6]
- Abutilon fuscicalyx Ulbr.[7]
- Abutilon gebauerianum Hand.-Mazz.: Sie gedeiht in trockenen, heißen Flusstälern in Höhenlagen von 700 bis 2500 Metern nur im südwestlichen Yunnan vor.[3]
- Abutilon giganteum (Jacq.) Sweet:[7] Sie kommt in Nicaragua, Costa Rica, Panama, Kolumbien und Venezuela vor.[6]
- Abutilon ghafoorianum Abedin: Sie kommt nur im zentralen Pakistan vor.[4]
- Abutilon glabriflorum Hochr.[7]
- Abutilon grandidentatum Fryxell[7]
- Abutilon grandiflorum G.Don: Sie kommt vom südlichen tropischen bis ins südliche Afrika und auf Madagaskar vor.[6]
- Großblättrige Schönmalve (Abutilon grandifolium (Willd.) Sweet):[7][4] Sie kommt in Bolivien, Peru, Brasilien, Argentinien, Paraguay und Uruguay vor.[6]
- Abutilon greveanum (Baill.) Hochr. (Syn.: Abutilon trinervisepalum Hochr.): Sie kommt nur in Madagaskar vor.[8]
- Abutilon guineense (Schumach.) Baker f. & Exell (Syn.: Abutilon asiaticum (L.) Sweet): Sie kommt in Afrika, Madagaskar,[8] Indonesien, Malaysia, Australien, Neuguinea, Taiwan und in den chinesischen Provinzen Hainan, Sichuan sowie Yunnan vor.[3]
- Abutilon haenkeanum C.Presl[7]
- Abutilon haitiense Urb.[7]
- Abutilon herzogianum R.E.Fr.[7]
- Abutilon hirsutum (Vell.) K.Schum.[7]
- Abutilon hirtum (Lam.) Sweet: Sie ist vom tropischen bis ins südliche Afrika, auf der Arabischen Halbinsel, in Westasien, in Indien, Pakistan,[4] Sri Lanka, Thailand[6] und Yunnan[3] weitverbreitet. Sie ist in der Neotropis ein Neophyt.[6]
- Abutilon hulseanum (Torr. & A.Gray) Torr. ex A.Gray[7]
- Abutilon hypoleucum A.Gray:[7] Dieser Endemit gedeiht nur in den Ebenen sowie Tälern des Rio Grande in Höhenlagen von 0 bis 1300 Metern in Texas und in Mexiko.[2]
- Abutilon ibarrense Kunth[7]
- Abutilon inaequilaterum A.St.-Hil.[7]
- Abutilon incanum (Link) Sweet:[7] Sie gedeiht in Höhenlagen von 0 bis 1000 Metern in den US-Bundesstaaten Arizona, Colorado sowie New Mexico und in den mexikanischen Bundesstaaten Baja California, Sinaloa sowie Sonora und auf Hawaii.[2][6]
- Abutilon inclusum Urb.[7]
- Abutilon indicum (L.) Sweet[7] (Syn.: Abutilon badium S.A.Husain & Baquar, Abutilon populifolium (Lam.) Sweet): Sie kommt in den tropischen bis gemäßigten Gebieten Asiens,[4] in Australien, auf Madagaskar, auf Mauritius und auf den Seychellen verbreitet. Sie ist in zahlreichen anderen Ländern der Tropen ein Neophyt.[6]
- Abutilon insigne Planch.:[7] Sie kommt in Kolumbien und in Venezuela vor.[6]
- Abutilon itatiaiae R.E.Fr.[7]
- Abutilon jujuyense Hassl.[7]
- Abutilon karachianum S.A.Husain & Baquar: Sie kommt nur im südlichen Pakistan vor.[4]
- Abutilon lauraster Hochr.: Sie kommt vom tropischen bis ins südliche Afrika und auf Madagaskar vor.[8]
- Abutilon leonardii Urb.[7]
- Abutilon leucopetalum (F.Muell.) F.Muell. ex Benth.: Sie kommt in Australien vor.[6]
- Abutilon longicuspe Hochst. ex A. Rich.: Sie kommt im östlichen, nordöstlichen und südlichen tropischen Afrika und im Jemen vor.[6]
- Abutilon macrocarpum Guill. & Perr.[7]
- Abutilon macrophyllum A.St.-Hil. & Naudin[7]
- Abutilon macvaughii Fryxell[7]
- Abutilon malachroides A.St.-Hil. & Naudin[7]
- Abutilon malacum S.Watson:[7] Sie gedeiht in Höhenlagen von 300 bis 1500 Metern in den US-Bundesstaaten Arizona, New Mexico sowie Texas und in den mexikanischen Bundesstaaten Chihuahua, Coahuila, Durango, San Luis Potosí, Sonora sowie Zacatecas.[2]
- Abutilon mauritianum (Jacq.) Medik.: Sie kommt in Afrika, auf den Komoren und im Oman vor.[6]
- Abutilon menziesii Seem.: Sie kommt auf Hawaii vor.[6]
- Abutilon minarum K.Schum.[7]
- Abutilon mollicomum (Willd.) Sweet:[7] Sie gedeiht in Höhenlagen von 500 bis 2200 Metern in den US-Bundesstaaten Arizona, Texas sowie New Mexico und in den mexikanischen Bundesstaaten Chihuahua, Guerrero, Oaxaca, Sonora sowie Veracruz.[2][6]
- Abutilon mollissimum (Cav.) Sweet:[7] Sie kommt in Kolumbien, Ecuador und Peru vor.[6]
- Abutilon mucronatum J.E.Fryxell[7]
- Abutilon muticum (Delile) Sweet (Syn.: Abutilon asiaticum (L.) Sweet, Abutilon malirianum S.A.Husain & Baquar): Sie kommt im tropischen Afrika, auf der Arabischen Halbinsel, in Indien und Pakistan vor.[4]
- Abutilon multiflorum R.E.Fr.[7]
- Abutilon nigricans G.L.Esteves & Krapov.[7]
- Abutilon pakistanicum Jafri & Ali (Syn.: Abutilon cornutum (Kunth ex Willd.) Sweet): Sie kommt vom nordwestlichen Indien bis Pakistan vor.[4]
- Abutilon palmeri A.Gray:[7] Sie gedeiht an Wüstenstandorten in Höhenlagen von 0 bis 1000 Metern in den US-Bundesstaaten Arizona sowie Kalifornien und in den mexikanischen Bundesstaaten Baja California, Sinaloa, Sonora sowie Tamaulipas.[2]
- Abutilon paniculatum Hand.-Mazz.: Sie gedeiht in Gebüsch an Hängen und an Straßenrändern in Höhenlagen von 2300 bis 3000 Metern im nordwestlichen Yunnan und im südwestlichen Sichuan nur im autonomen Kreis Muli.[3]
- Abutilon pannosum (G.Forst.) Schltdl. (Syn.: Abutilon glaucum (Cav.) Sweet): Sie kommt im tropischen Afrika, in Indien und Pakistan vor.[4]
- Abutilon parishii S.Watson:[7] Diese geschützte Art kommt nur in Höhenlagen von etwa 1000 Metern im US-Bundesstaat Arizona und im mexikanischen Bundesstaat Sonora vor.[2]
- Abutilon parvulum A.Gray:[7] Sie gedeiht in Höhenlagen von 500 bis 1500 Metern in den US-Bundesstaaten Arizona, Colorado, Nevada, Utah, Kalifornien, New Mexico, Texas und in den mexikanischen Bundesstaaten Baja California, Chihuahua, Coahuila, Sonora sowie Tamaulipas.[2]
- Abutilon pedrae-brancae K.Schum.[7]
- Abutilon pedunculare Kunth[7]
- Abutilon percaudatum Hochr.[7]
- Abutilon permolle (Willd.) Sweet:[7] Sie ist vom südlichen Florida über Mexiko und Karibischen Inseln bis Zentralamerika verbreitet.[2]
- Abutilon picardae Urb.[7]
- Abutilon pinkavae Fryxell[7]
- Abutilon piurense Ulbr.[7]
- Abutilon procerum Fryxell[7]
- Abutilon pseudocleistogamum Hochr. (Syn.: Abutilon bathiei Hochr.): Sie kommt in Afrika und Madagaskar vor.[8]
- Abutilon pubistamineum Ulbr.[7]
- Abutilon purpurascens (Link) K.Schum.[7]
- Abutilon pyramidale Turcz.[7]
- Abutilon ramiflorum A.St.-Hil.:[7]: Sie kommt in Bolivien, Peru, Brasilien, Argentinien und Paraguay vor.[6]
- Abutilon ramosum (Cav.) Guill. & Perr. (Syn.: Abutilon elaeocarpoides Webb, Abutilon sidoides Dalzell & A.Gibson): Sie kommt im tropischen Afrika, in Indien und Pakistan vor.[4]
- Abutilon reflexum (Lam.) Sweet (Syn.: Abutilon reflexum (Lam.) C.Presl):[7] Sie kommt in Ecuador und in Peru vor.[6]
- Abutilon reventum S.Watson:[7] Sie kommt in den westlichen mexikanischen Bundesstaaten Chihuahua und Sonora bis Oaxaca und angrenzenden Standorten im in Pima County im südlichen Arizona vor.[2]
- Abutilon roseum Hand.-Mazz.: Sie gedeiht auf Grasland an Hängen in Höhenlagen von etwa 2200 Metern im südwestlichen Sichuan und im nordwestlichen Yunnan vor.[3]
- Abutilon sandwicense (O.Deg.) Christoph.: Sie kommt auf Hawaii vor.[6]
- Abutilon sepalum S.A.Husain & Baquar: Sie kommt nur im südlichen Pakistan vor.[4]
- Abutilon simulans Rose[7]
- Abutilon sinense Oliv.: Die zwei Varietäten kommen im nördlichen Thailand und in China vor.[3]
- Abutilon sphaerostaminum Hochr.[7]
- Abutilon stenopetalum Garcke[7]
- Abutilon straminicarpum Fryxell[7]
- Abutilon tehuantepecense Fryxell[7]
- Abutilon terminale (Cav.) A.St.-Hil.[7]
- Samtpappel (Abutilon theophrasti Medik., Syn.: Abutilon avicennae Gaertn., Abutilon abutilon (L.) Rusby, Abutilon behrianum F.Muell.):[4] Sie ist in Ost- und Südosteuropa, Algerien, Ägypten, Pakistan und in den gemäßigten Gebieten Asiens weitverbreitet. Sie ist in den anderen Gebieten Asiens, Europas und Nordamerikas[2] ein Neophyt.[6]
- Abutilon thyrsodendron Griseb.[7]
- Abutilon trisulcatum (Jacq.) Urb.:[7] Sie ist von Texas über Mexiko und Karibischen Inseln bis Zentralamerika verbreitet.[2]
- Abutilon tulla (Ulbr.) Krapov.[7]
- Abutilon umbelliflorum A.St.-Hil.[7]
- Abutilon virens A.St.-Hil. & Naudin[7]
- Abutilon wrightii A.Gray:[7] Sie gedeiht in Höhenlagen von 100 bis 300 Metern von den südlichen US-Bundesstaaten New Mexico sowie Texas bis zu den mexikanischen Bundesstaaten Chihuahua, Coahuila, Nuevo León, San Luis Potosí sowie Tamaulipas.[2]
- Abutilon xanti A.Gray[7]

Viele Arten, die zur Gattung Abutilon gehörten wurden ab 2012 in die neu aufgestellte Gattung Callianthe Donnell gestellt:
- Abutilon amoenum K.Schum. → Callianthe amoena (K.Schum.) Donnell[9]
- Abutilon bakeri Rusby → Callianthe cyclonervosa (Hochr.) Donnell[9]
- Abutilon bedfordianum (Hook.) A. St.-Hil. → Callianthe bedfordiana (Hook.) Donnell[9]
- Abutilon brenesii Standl. → Callianthe brenesii (Standl.) Donnell[9]
- Abutilon costicalyx K.Schum. ex Takeuchi & G.L.Esteves → Callianthe costicalyx (K.Schum. ex Takeuchi & G.L.Esteves) Grings[10]
- Abutilon cyclonervosum Hochr. → Callianthe cyclonervosa (Hochr.) Donnell[9]
- Abutilon darwinii Hook. f. → Callianthe darwinii (Hook. f.) Donnell[9]: Sie kommt in Brasilien vor.[6]
- Abutilon dianthum C.Presl → Callianthe sylvatica (Cav.) Dorr[11]
- Abutilon elegans A.St.-Hil. → Callianthe elegans (A.St.-Hil.) Donnell[9]
- Abutilon fluviatile (Vell.) K.Schum. → Callianthe fluviatilis (Vell.) Donnell[9]
- Abutilon geminiflorum Kunth → Callianthe geminiflora (Kunth) Donnell[9]
- Abutilon inaequale (Link & Otto) K.Schum. → Callianthe inaequalis (Link & Otto) Donnell[9]
- Abutilon jaliscanum Standl. → Callianthe jaliscana (Standl.) Donnell[9]
- Abutilon jujuiense Hassl. → Callianthe jujuiensis (Hassl.) Donnell[9]
- Abutilon lanatum Miq. → Callianthe lanata (Miq.) Donnell[9]
- Abutilon latipetalum G.L.Esteves & Krapov. → Callianthe latipetala (G.L.Esteves & Krapov.) Donnell[9]
- Abutilon laxum Rusby → Callianthe sylvatica (Cav.) Dorr[9]
- Abutilon longifolium K.Schum. → Callianthe longifolia (K.Schum.) Donnell[9]
- Abutilon longipes Ulbr. → Callianthe ulbrichii (Fryxell) Dorr[11]
- Abutilon macranthum A.St.-Hil. → Callianthe macrantha (A.St.-Hil.) Donnell[9]
- Abutilon malmeanum R.E.Fr. → Callianthe malmeana (R.E.Fr.) Donnell[9]
- Abutilon megapotamicum (A.Spreng.) A.St.-Hil. & Naudin → Callianthe megapotamica (A.Spreng.) Dorr[9]
- Abutilon mexiae R.E.Fr. → Callianthe mexiae (R.E.Fr.) Donnell[9]
- Abutilon montanum A.St.-Hil. → Callianthe montana (A.St.-Hil.) Donnell & C.Takeuchi[9]
- Abutilon monteiroi Krapov. → Callianthe monteiroi (Krapov.) Donnell[9]
- Abutilon mouraei K.Schum. → Callianthe mouraei (K.Schum.) Donnell[9]
- Abutilon muelleri-friderici Gürke & K.Schum. → Callianthe muelleri-friderici (Gürke & K.Schum.) Donnell[9]
- Abutilon niveum Griseb. → Callianthe nivea (Griseb.) Dorr[11]
- Abutilon pachecoanum Standl. & Steyerm. → Callianthe pachecoana (Standl. & Steyerm.) Donnell[9]
- Abutilon pauciflorum A.St.-Hil. → Callianthe pauciflora (A.St.-Hil.) Dorr[9]
- Abutilon petiolare Kunth → Callianthe petiolaris (Kunth) Donnell[9]
- Abutilon pictum (Gillies ex Hook. & Arn.) Walp. → Callianthe picta (Gillies ex Hook. & Arn.) Donnell:[9] Sie kommt in Brasilien, Argentinien, Paraguay und Uruguay vor.[6]
- Abutilon purpusii Standl. → Callianthe purpusii (Standl.) Donnell[9]
- Abutilon quinquelobum Ulbr. → Callianthe senilis (K.Schum.) Donnell[9]
- Abutilon regnellii Miq. → Callianthe regnellii (Miq.) Donnell[9]
- Abutilon rufinerve A.St.-Hil. → Callianthe rufinerva (A.St.-Hil.) Donnell[9]
- Abutilon rufivelum K.Schum. ex Baker f. → Callianthe rufivela (Hochr.) Donnell[9]
- Abutilon scabridum K.Schum. → Callianthe scabrida (K.Schum.) Donnell[9]
- Abutilon schenckii K.Schum. → Callianthe schenckii (K.Schum.) Donnell[9]
- Abutilon sellowianum (Klotzsch) Regel → Callianthe sellowiana (Klotzsch) Donnell:[9] Sie kommt in Brasilien vor.[6]
- Abutilon senile K.Schum. → Callianthe senilis (K.Schum.) Donnell[9]
- Abutilon striatum Dicks. ex Lindl. → Callianthe striata (Dicks. ex Lindl.) Donnell[9][6]
- Abutilon sylvaticum (Cav.) K.Schum. → Callianthe sylvatica (Cav.) Dorr[11]
- Abutilon tridens Standl. & Steyerm. → Callianthe tridens (Standl. & Steyerm.) Donnell[9]
- Abutilon ulbrichii Fryxell → Callianthe ulbrichii (Fryxell) Dorr[11]
- Abutilon vexillarium E.Morren → Callianthe vexillarium (E.Morren) Donnell[9]